# Leopardi - Il poeta dell'infinito
Leopardi - Il poeta dell'infinito è una miniserie televisiva italiana liberamente ispirata alla vita di Giacomo Leopardi, trasmessa in prima visione su Rai 1 il 7 e 8 gennaio 2025.
È stata presentata fuori concorso all'81ª Mostra internazionale d'arte cinematografica di Venezia il 29 agosto 2024.

## Trama

### Prima puntata
Napoli, 1837. Antonio Ranieri, grande amico di Leopardi, si presenta in piena notte nella parrocchia di San Vitale di don Carmine chiedendo che il grande poeta, morto da poche ore, venga seppellito. Ma il prete si rifiuta per via delle critiche posizioni, prese in vita dal poeta riguardo alla Chiesa. Inoltre è ancora in vigore l'editto del Re contro le sepolture in chiesa a causa del colera. Ranieri, per convincerlo, inizia a raccontare la vita del poeta, a partire dalla fanciullezza in Recanati, trascorsa sotto rigida formazione impartitagli da don Sebastiano e dal padre, il conte Monaldo, passando per gli studi da autodidatta e i primi scritti.
Destinato dal padre alla carriera ecclesiastica a causa delle sue precarie condizioni di salute, Leopardi rifiutò di intraprendere questa strada. Nel 1817 iniziò a frequentare Pietro Giordani, che intuì le sue capacità poetiche, e con la sua poesia All'Italia ispirò un gruppo di liberali che si opponeva al ritorno degli austriaci a Milano; tra di essi spiccavano l'avvocato Brighenti e il marchese Luigi Porro Lambertenghi. Ormai maggiorenne, progettò la fuga e cercò di procurarsi un passaporto per il Regno Lombardo-Veneto da un amico di famiglia ma il padre lo venne a sapere e bloccò tutto; fu in quel periodo che scrisse L'infinito (1818-1819). Nell'autunno del 1822 ottenne dai genitori il permesso di recarsi a Roma, dove fu ospitato per alcuni mesi dallo zio materno, Carlo Antici. Nel 1825 si trasferì prima a Bologna, dove si mantenne con il sostegno dell'editore Antonio Fortunato Stella e dando lezioni private, e poi a Firenze dove frequentò il gruppo di letterati appartenenti al circolo Vieusseux tra i quali Niccolò Tommaseo e Alessandro Poerio. Successivamente fece ritorno dai genitori a Recanati e scrisse, tra le altre poesie, A Silvia. Nel 1830 il generale Pietro Colletta, grazie a una sottoscrizione degli amici del circolo Vieusseux, gli offrì l'opportunità di tornare a Firenze: il poeta per mantenersi accettò la sottoscrizione e iniziò a frequentare Antonio Ranieri e la nobildonna Fanny Targioni Tozzetti, animatrice di un salotto letterario.  
- Ascolti: telespettatori 4 140 000 – share 24,24%.[3]

### Seconda puntata
Leopardi si infatuò della nobildonna e sperava che lei ricambiasse l'interesse, non sapendo però che questa intratteneva una relazione clandestina con Antonio Ranieri. A Firenze, Leopardi e l'amico parteciparono ai convegni dei liberali fiorentini e progettarono un giornale che doveva esser dato alle stampe dal tipografo editore fiorentino Vincenzo Batelli che però venne sequestrato prima della pubblicazione. Nel 1831 Leopardi fu scelto come deputato dell'assemblea del governo provvisorio di Bologna (sorto dai moti del 1831). Nel 1833 Ranieri, dopo aver allontanato Fanny, convinse Leopardi a trasferirsi a Napoli sperando che il clima mite di quella città potesse giovare alla sua salute. Durante gli anni trascorsi nella città partenopea, il poeta si dedicò alla stesura di diverse opere nonostante la salute in peggioramento: non seguendo le raccomandazioni dei medici, conduceva infatti una vita abbastanza sregolata per una persona dalla salute fragile come la sua e, allo scoppio del colera, fu Paolina, sorella di Antonio, ad assisterlo nella loro villa. Leopardi morì nel 1837 a soli 38 anni.
- Ascolti: telespettatori 3 651 000 – share 20,54%.[4]

## Produzione
La miniserie è stata girata tra Napoli (Certosa di San Martino, Chiesa di Santa Maria la Nova e reggia di Portici), Bologna, Mantova (nella Biblioteca Teresiana) e i dintorni di Torino (Racconigi, Borgo Cornalese e Bricherasio) oltreché in Puglia (Martina Franca, Putignano, Taranto, Altamura nella tipografia Portoghese e la spiaggia di Vignanotica), nel Lazio (Ariccia e Civita Castellana) e nelle Marche (Recanati con l'esterno della vera casa di Leopardi, Potenza Picena, Montecassiano, Osimo, Offagna, Pollenza, Macerata, Ascoli Piceno, Arcevia e Treia).

## Riconoscimenti
- Nastri d'argento - Grandi Serie
  - 2025 – Candidatura alla miglior serie TV - Drama[10]
  - 2025 – Candidatura al miglior attore non protagonista a Paolo Calabresi
  - 2025 – Candidatura al miglior attore non protagonista a Fausto Russo Alesi